# 佩妮·蒙巴頓
伊瓦爾·蒙巴頓勳爵夫人佩內洛普·安妮·維爾·蒙巴頓（英語：Penelope Anne Vere Mountbatten；1966年3月17日—）是英國慈善家及商人，母姓湯普森，通常被稱呼為「佩妮·蒙巴頓」。她是伊瓦爾·蒙巴頓勳爵的前妻，二人於2011年離異。

## 生平
佩妮出生於1966年3月17日，是科林·G·湯普森與妻子羅斯瑪麗·維爾·愛德華茲的女兒。她的父母在她出生後離婚，而母親其後則再嫁予提姆·沃克。她曾就讀於巴斯皇家中學。
1994年4月23日，她和英女王伊莉莎白二世的遠方表侄、英女王維多利亞的五世孫伊瓦爾·蒙巴頓勳爵結婚。婚禮在在薩福克郡的克萊爾聖彼得和聖保羅教堂舉行，斯諾登伯爵夫人瑪格麗特公主、愛德華王子等均出席婚禮。二人婚後育有三個女兒：
- 埃拉·路易絲·喬治娜·蒙巴頓（1996年3月20日出生於劍橋）：愛丁堡公爵愛德華王子的教女
- 亞歷山德拉·納達·維多利亞·蒙巴頓（1998年5月8日出生於布里德韋爾公園）：愛丁堡公爵夫人蘇菲的教女
- 路易絲·西尼亞·羅斯·蒙巴頓（2002年7月30日出生於布里德韋爾公園）

佩妮在1997年前一直與丈夫居住在埃塞克斯郡北部的莫因斯公園，其後則一同遷至二人新購入、位於德文郡的布里德韋爾公園。
夫妻二人在2010年9月分居，並於2011年11月宣佈離婚，正式結束二人長達十七年的婚姻關係。她的前夫其後於2016年公開出櫃，並在2018年與男友詹姆斯·科伊爾結婚；佩妮在女兒們的建議下，更於婚禮上牽著前夫走上紅毯，並親自將他的手交予詹姆斯。
佩妮是推廣癌症及白血病研究的組織白血病照顧（Leukemia Care）的贊助人，她前夫的姑母帕梅拉·希克斯夫人便曾擔任該組織的贊助人。佩妮同時也是德文郡空中救護車等四個不同慈善機構的贊助人。
她對自行車有很大的興趣，並曾以此進行各種籌款，包括曾在長城上騎行長達800英里（1,300）的距離。
佩妮也是奢侈品牌代表和活動管理公司「倫敦佩妮·蒙巴頓（Penny Mountbatten London）」的擁有人及主理人，該公司更曾代表多個擁有英國皇家認證的品牌。